# Enrique Pérez Lavado
Enrique Pérez Lavado (ur. 19 kwietnia 1951 w Maracaibo) – wenezuelski duchowny rzymskokatolicki, od 2003 biskup Maturín.

## Życiorys
Święcenia kapłańskie przyjął 25 lipca 1986 i został inkardynowany do archidiecezji Maracaibo. Pełnił funkcje m.in. rektora miejscowego seminarium, dyrektora centrum powołaniowego oraz sekretariatu ds. rodzin, a także przewodniczącego komisji kurialnej ds. doktryny wiary.
9 sierpnia 2003 papież Jan Paweł II mianował go biskupem Maturín. Sakry biskupiej udzielił mu 31 października 2003 abp Medardo Luis Luzardo Romero.